# ملعب الألفية

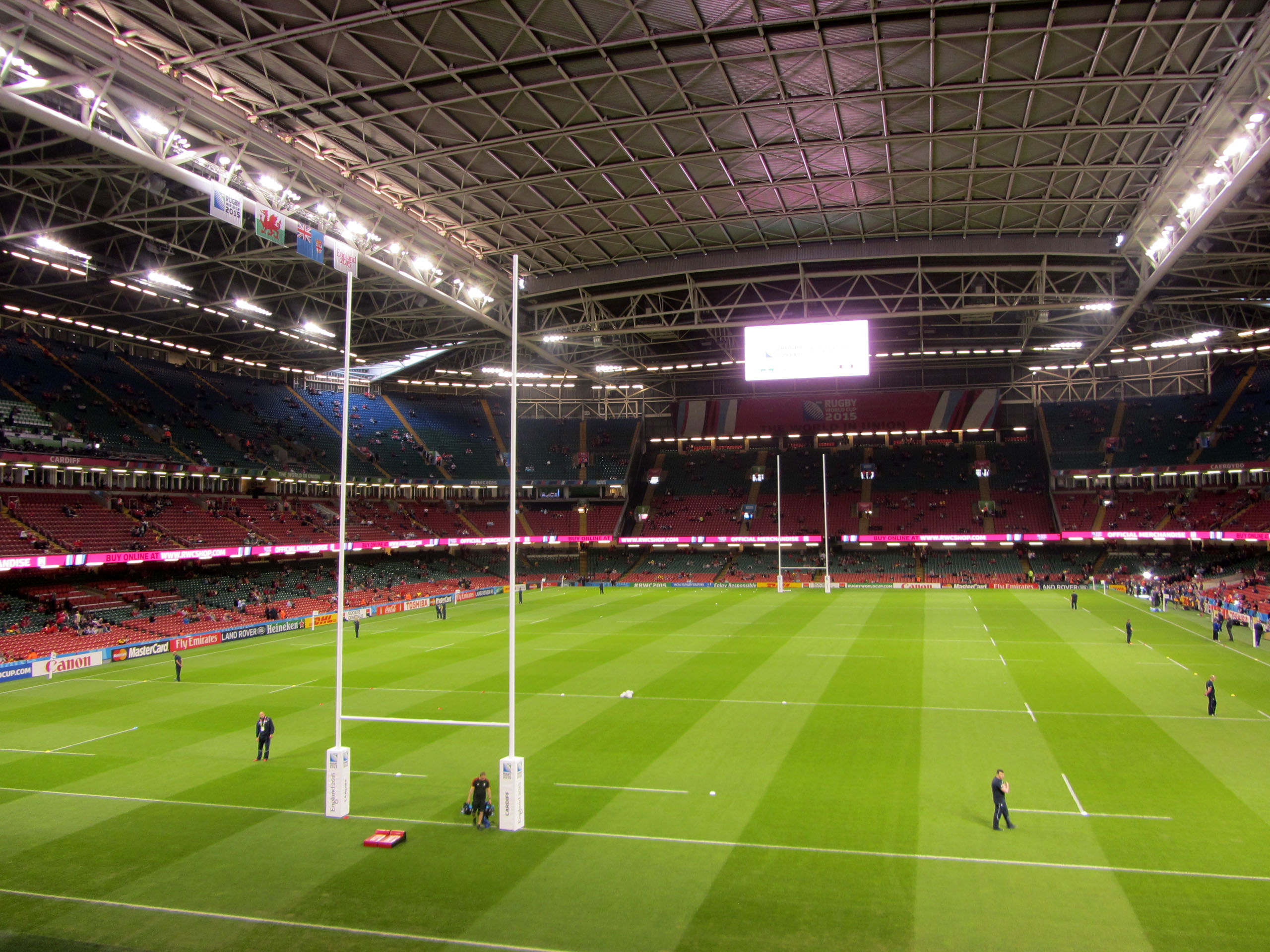
مباراة ويلز ضد فيجي ويظهر السقف مغلقاً

ملعب الألفية (بالويلزية: Stadiwm y Millennium) هو ملعب متعدد الاستخدام يقع في كارديف عاصمة ويلز. غالباً ما يتم استخدامه لمباريات كرة القدم واتحاد الرغبي. يسع الملعب لجلوس 74,500 متفرج ويتميز بسقفه المتحرك. يعتبر الملعب الرسمي الذي يخوض فيه منتخب ويلز مبارياته الدولية. تم افتتاح الملعب في 26 يونيو 1999. ،واستضاف الملعب نهائي دوري أبطال أوروبا 2017.